# 栃木県道161号下河戸片岡線
栃木県道161号下河戸片岡線（とちぎけんどう161ごう しもこうとかたおかせん）は、栃木県さくら市（旧塩谷郡喜連川町）と矢板市を結ぶ一般県道。

## 路線概要
- 指定：1977年1月11日
- 距離：5.083km
- 起点：栃木県さくら市下河戸（河戸新田交差点＝栃木県道48号大田原氏家線交点）
- 終点：栃木県矢板市片岡（栃木県道30号矢板那須線・栃木県道74号塩谷喜連川線交点）

## 通過自治体
- 栃木県
  - さくら市 - 矢板市

## 交差する主な道路
- 栃木県道48号大田原氏家線（さくら市下河戸・起点）
- 国道4号（矢板市片岡・大谷津歩道橋交差点-片岡北交差点・重複区間）
- 栃木県道30号矢板那須線・栃木県道74号塩谷喜連川線（矢板市片岡・終点）

## 沿道・近隣の主な施設
- 矢板市立片岡中学校
- 片岡郵便局
- JR東北本線（宇都宮線） 片岡駅